# كونج زهنغ
كونج زهنغ (بالصينية: 龚正) هو لاعب كرة قدم صيني، ولد في 20 أبريل 1993 في تشانغتشون في الصين. لعب مع نادي بكين سينوبو غوان.

## وصلات خارجية
- كونج زهنغ على موقع قاعدة بيانات كرة القدم.إي يو (الإنجليزية)
- كونج زهنغ على موقع عالم كرة القدم.نت (الإنجليزية)